# Stensjön (naturreservat, Nora kommun)
Stensjön är ett naturreservat i Järnboås socken i Nora kommun. Det omfattar sjön och området runt sjön Stensjön.
Området är känt för den oerhört natursköna Stensjön, omgiven av gamla skogar och delvis storblockig eller brant terräng. Skogarna i naturreservatet är idag gamla och orörda. Tidigare nyttjades de för kolvedhuggning, vilket fortfarande syns vid flera väl bevarade kolbottnar i området. En led och rundslinga på ca 6,5 km finns i reservatet.